# 森茉莉
森 茉莉（もり まり、1903年〈明治36年〉1月7日 - 1987年〈昭和62年〉6月6日）は、日本の小説家・エッセイスト。翻訳も行っていた。
東京市本郷区駒込千駄木町出身。文豪森鷗外と、その2人目の妻志げの長女である。幻想的で優雅な世界を表現することに優れており、主な著作には『父の帽子』『恋人たちの森』『甘い蜜の部屋』などがある。また、独特の感性と耽美的な文体を持つエッセイストとして、晩年まで活躍した。

## 来歴・人物

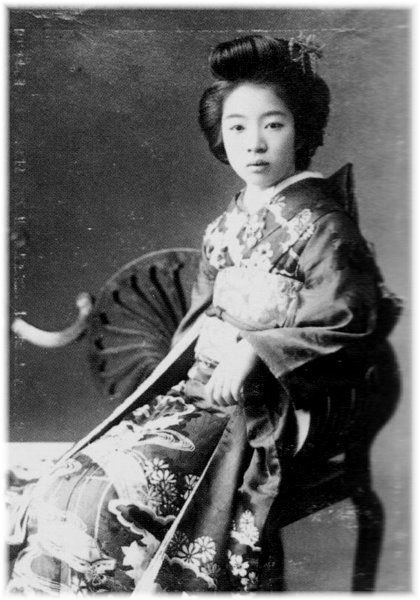
1920年代

森家の長女として生まれた茉莉は、鷗外を始め非常に多くの人に囲まれ、かわいがられて育った。特に鷗外の溺愛ぶりは有名で、彼女は16歳まで鷗外の膝の上に座っていたという。
東京女子高等師範学校附属小学校（現・お茶の水女子大学附属小学校）に入学したが、10歳の時に教師と衝突して中退し、仏英和尋常小学校（現・白百合学園小学校）に転校。1919年3月、仏英和高等女学校（現・白百合学園高等学校）卒業。同年11月、鷗外の紹介でフランス文学者の山田珠樹と結婚する。1922年に1年間渡仏してパリに住む。この旅の途中で、日本で最愛の父が死去した。このことが、後年の鷗外像を極端に美化する一因ともなる。
1920年、長男山田𣝣、1925年には、次男亨を出産するが、1927年、夫の芸者遊びなどが原因で自らの意志により離婚。ついで東北帝大教授の佐藤彰の後妻になるが「仙台には銀座や三越がないんですもの」と仙台での暮らしを嫌がり、「では実家に帰って芝居でも見ておいで」と送り出されて、離縁させられた。佐藤の連れの娘2人（弘子・登世子）にも馴染めなかったようである。1年足らずの再婚生活だった。
戦争中は森家に寄宿する生活だったものの、いわゆる「出戻り」であったため、肩身の狭い生活だったようである。1947年から世田谷区で一人暮らしを始める。長らく無職だったが、この頃に鷗外作品の著作権が切れて印税収入が得られなくなったために文章で稼ぐことを余儀なくされ、一時は花森安治が編集する『暮しの手帖』の編集部に身を寄せていた。この前後に多くの文人と交わる他、離婚により離れることとなった子供たちと再会するなどしている。特に、性格の似ていた長男の𣝣とは恋人のような生活だったとエッセイには書かれている（なお、𣝣とその継母が茉莉の財産を騙し取ったことが晩年貧乏となった理由の一つともされている。経緯は茉莉の小説『曇った硝子』に詳しい）。ただし生活能力のなさから、家はかなり散らかった様子で、室生犀星などは、そのことを気にして夜も眠れなかったという。
1957年、54歳で鷗外に関するエッセイを集大成した『父の帽子』を発表、第5回日本エッセイスト・クラブ賞を受賞する。その後『甘い蜜の部屋』（泉鏡花文学賞受賞）・『恋人たちの森』（田村俊子賞受賞）などの長短編小説群を発表。三島由紀夫などから激賞され、一躍作家の仲間入りをする。
その後も、父・鷗外の話を中心に多くのエッセイを執筆し、全集も出版されている。『贅沢貧乏』などでは、独自の美学を表現する。その他、1979年から1985年に心臓発作で入院して連載打ち切りになるまで『週刊新潮』誌上で連載された『ドッキリチャンネル』がある。独特の審美眼と華麗な言語表現により、手放しの称賛と忌憚のない意見を織り交ぜて、テレビ番組やタレントを批評した。
「子どもがそのまま大きくなったような人」と評された茉莉の生活能力のなさは自他共に認めたところだったが、唯一料理だけはかなりの腕前と自負していた（実際に茉莉の料理を口にした人は多くがその味を褒めている）。作るだけでなく食べることも大好きで、小説で好んで食事のシーンを書いたほか、エッセイで得意料理の拵え方やお気に入りの食べ物についての記述が多くある。後年、森茉莉を愛する人々の手によって、エッセイから食べ物に関する文章を抜き出した選集や、茉莉の作った料理を再現した本が出版された。特にタケノコやフキノトウと言った春先の野菜が好物であったという。
1987年、茉莉が世田谷区経堂のアパートの自室で倒れているのを通いの家政婦が発見したが、すでに心不全により死去していた。85歳没。死後2日が経過しており、いわゆる孤独死であった。戒名は「常楽院茉莉清香大姉」。

## 家族・親族
- 森鷗外 - 父
- 森登志子 - 鷗外の先妻
- 森志げ - 母（名前の表記はしげ、志げ、茂子など複数存在する）
- 森静男 - 祖父
- 森峰子 - 祖母
- 赤松則良 - 登志子の父、海軍中将男爵
- 荒木博臣 - 母方の祖父、大審院判事
- 森篤次郎 - 叔父、医師、劇評家（三木竹二）
- 森潤三郎 - 叔父
- 小金井喜美子 - 叔母、随筆家、歌人
- 小金井良精 - 喜美子の夫。東京大学教授、人類学者
- 森於菟 - 異母兄、東邦医大教授
- 森ふき - 於菟の妻
- 森不律 - 最初の弟、生後すぐ逝去
- 小堀杏奴 - 妹、随筆家
- 小堀四郎 - 杏奴の夫、画家
- 森類 - 弟、著述家
- 山田珠樹 - 一番目の夫、仏文学者
- 山田𣝣 - 山田珠樹との間にできた長男、仏文学者、東大名誉教授
- 山田亨 - 山田珠樹との間にできた二男、平凡社勤務
- 佐藤彰 - 二番目の夫、東北帝国大学医学部初代小児科教授

### 森於菟（異母兄）の子
- 森真章 - 医師、埼玉中央病院皮膚科部長、医学博士
- 森富 - 医学者、東北大学医学部名誉教授、仙台大学学長
- 森礼於 - 光学技術者、東芝総合研究所主席技監、工学博士
- 森樊須 - 応用動物学者、北海道大学名誉教授、農学博士
- 森常治 - 英文学者、詩人、早稲田大学理工学部名誉教授

### 小堀杏奴（妹）の子
- 小堀鷗一郎 - 医師、東京大学医学部名誉教授、国立国際医療センター名誉院長、医学博士
- 横光桃子 - 横光佑典（作家横光利一二男）の妻

### 森類（弟）の子
- 山口五百 - 長女
- 菊地佐代 - 次女
- 森りよ - 三女
- 森哲太郎 - 長男

### 小金井喜美子の子
- 小金井良一 - 海軍軍医少将、昭和医学専門学校（のち昭和大学）教授。妻の小金井素子は桑木厳翼の娘。
- 柿内田鶴子 - 東京大学教授柿内三郎の妻
- 星せい（精子） - 星一（星製薬社長、参議院議員）の妻、星新一（SF作家）の母

## その他
- 彼女が最も慕っていた文学者は、草野心平。室生犀星も慕っており、エッセイには彼のことを書いた文章が多く出てくる。
- 『記憶の絵』で、父・鷗外は饅頭茶漬けが好物だったと明かし、鷗外は「渋く粋な甘味」と評していたという。
- 円地文子「廃園」（『円地文子全集第2巻』）は、森茉莉をモデルとしている。

## 著書
- 『父の帽子』筑摩書房 1957年、新版1982年。新編・講談社文芸文庫、1991年
- 『靴の音』筑摩書房 1958年
- 『濃灰色の魚』筑摩書房 1959年
- 『恋人たちの森』新潮社 1961年、のち新潮文庫、改版2004年
- 『枯葉の寝床』新潮社 1962年。『薔薇くい姫・枯葉の寝床』講談社文芸文庫、1996年
- 『贅沢貧乏』新潮社 1963年、のち新潮文庫、新編・講談社文芸文庫、1992年
- 『記憶の絵』筑摩書房 1968年、のち旺文社文庫、ちくま文庫、1992年
- 『私の美の世界』新潮社 1968年、のち新潮文庫、改版2012年
- 『甘い蜜の部屋』新潮社 1975年、のち新潮文庫、ちくま文庫、1996年
- 『森茉莉・ロマンとエッセー』全6巻、新潮社、1982-83年
  - ロマン 1 マドゥモァゼル・ルウルウ
  - ロマン 2 恋人たちの森
  - ロマン 3 甘い蜜の部屋
  - エッセー 1 父の帽子
  - エッセー 2 贅沢貧乏
  - エッセー 3 マリアの気紛れ書き
- 『森茉莉全集』全8巻、筑摩書房、1993-94年

1. 父の帽子・靴の音・濃灰色の魚 ほか
2. 恋人たちの森・贅沢貧乏
3. 私の美の世界・記憶の絵 ほか
4. 甘い蜜の部屋
5. マリアの気紛れ書き・ひともする古都巡礼を・薔薇くひ姫 ほか
6. ドッキリチャンネル Ⅰ
7. ドッキリチャンネル Ⅱ
8. マドゥモァゼル・ルウルウ

- 『ベスト・オブ・ドッキリチャンネル』中野翠編、ちくま文庫、1994年
- 『マリアの気紛れ書き』ちくま文庫、1995年
- 『魔利のひとりごと』佐野洋子挿画、筑摩書房 1997年。ちくま文庫、2011年
- 『貧乏サヴァラン』早川暢子(茉莉)編、ちくま文庫、1998年
- 『ぼやきと怒りのマリア ある編集者への手紙』小島千加子編、筑摩書房、1998年
- 『マリアのうぬぼれ鏡』早川暢子編、ちくま文庫、2000年
- 『マリアの空想旅行』小島千加子編、ちくま文庫、2006年
- 『森茉莉 私の中のアリスの世界』人生のエッセイ・日本図書センター 2010年
- 『紅茶と薔薇の日々』ちくま文庫、2016年 - 以下は各・早川茉莉編
- 『贅沢貧乏のお洒落帖』ちくま文庫、2016年
- 『幸福はただ私の部屋の中だけに』ちくま文庫、2017年
- 『黒猫ジュリエットの話』河出文庫、2017年
- 『父と私 恋愛のようなもの』ちくま文庫、2018年

図版本
- 『妖精ソフィ 石川洋司写真集』カメラ毎日別冊：毎日新聞社 1981年。解説
- 『私の美男子論』筑摩書房 1995年。大倉舜二写真・人物論集

## 翻訳
- 『マドモアゼルルウルウ』ジイプ 私家版 1933年
  - 『マドゥモァゼル・ルウルウ』ジィップ作  薔薇十字社 1973年 河出書房新社 2009年